# Latvijas čempionāts futbolā 1991
L'edizione 1991 del massimo campionato di calcio lettone fu la 47ª e ultima come competizione della Lettonia sotto il dominio sovietico; il titolo fu vinto dal Forums Skonto, giunto al suo primo titolo. In seguito ai convulsi eventi politici di quell'anno, fu a posteriori riconosciuto ed accettato dalla UEFA come primo campionato nazionale lettone.

## Formula
Il campionato era formato da venti squadre divise in due gironi da dieci: le formazioni di ogni girone si incontrarono in gare di andata e ritorno per un totale di 18 turni. Al torneo presero parte anche le sette squadre lettoni che avevano partecipato alla Baltic League nel 1990.
Al termine della prima fase i primi cinque di ogni girone disputarono un torneo per il titolo, le ultime cinque uno per la retrocessione; tuttavia, dopo la ritrovata indipendenza, la composizione della rinata Virslīga dipese molto dai ritiri dei vari club. Il formato della seconda fase fu identico a quello della prima; inoltre in entrambe le fasi erano assegnati due punti alla vittoria, un punto al pareggio e zero per la sconfitta.

## Prima fase

### Classifica finale del Girone A
| Pos. | Squadra          | Pt | G  | V  | N | P  | GF | GS | DR  |
| ---- | ---------------- | -- | -- | -- | - | -- | -- | -- | --- |
| 1.   | Forums Skonto    | 31 | 18 | 14 | 3 | 1  | 50 | 8  | +42 |
| 2.   | Pārdaugava       | 28 | 18 | 14 | 0 | 4  | 56 | 11 | +45 |
| 3.   | VEF Riga         | 24 | 18 | 9  | 6 | 3  | 29 | 14 | +15 |
| 4.   | Strautmala       | 21 | 18 | 10 | 1 | 7  | 28 | 24 | +4  |
| 5.   | Varpa-Dilar      | 19 | 18 | 7  | 5 | 6  | 19 | 14 | +5  |
| 6.   | Jūrnieks         | 18 | 18 | 7  | 4 | 7  | 24 | 26 | -2  |
| 7.   | Auda Ķekava      | 15 | 18 | 5  | 3 | 10 | 20 | 36 | -16 |
| 8.   | Faless Jēkabpils | 11 | 18 | 4  | 3 | 11 | 21 | 50 | -29 |
| 9.   | Daugava Riga     | 9  | 18 | 4  | 0 | 14 | 19 | 51 | -32 |
| 10.  | Celtnieks Rīga   | 5  | 18 | 0  | 5 | 13 | 16 | 48 | -32 |

### Classifica finale del Gruppo B
| Pos. | Squadra              | Pt | G  | V  | N | P  | GF | GS | DR  |
| ---- | -------------------- | -- | -- | -- | - | -- | -- | -- | --- |
| 1.   | Olimpija Liepāja     | 33 | 18 | 15 | 3 | 0  | 61 | 21 | +40 |
| 2.   | Celtnieks Daugavpils | 30 | 18 | 14 | 2 | 2  | 49 | 13 | +36 |
| 3.   | Torpedo Riga         | 23 | 18 | 10 | 3 | 5  | 31 | 21 | +10 |
| 4.   | Starts               | 20 | 18 | 9  | 2 | 7  | 31 | 34 | -3  |
| 5.   | Gauja Valmiera       | 16 | 18 | 6  | 4 | 8  | 27 | 31 | -4  |
| 6.   | Sarkanais Kvadrats   | 15 | 18 | 6  | 3 | 9  | 22 | 36 | -14 |
| 7.   | Betons Vangazi       | 14 | 18 | 3  | 8 | 7  | 30 | 33 | -3  |
| 8.   | Rigas audums         | 12 | 18 | 4  | 5 | 9  | 23 | 38 | -15 |
| 9.   | Apgaismes Tehnika    | 11 | 18 | 3  | 5 | 10 | 26 | 39 | -13 |
| 10.  | Dizelists Riga       | 6  | 18 | 1  | 4 | 13 | 16 | 50 | -34 |

## Seconda fase

### Gruppo per il titolo
|                     | Pos. | Squadra              | Pt | G  | V  | N | P  | GF | GS | DR  |
| ------------------- | ---- | -------------------- | -- | -- | -- | - | -- | -- | -- | --- |
| Lettonia (bandiera) | 1.   | Forums Skonto        | 32 | 18 | 15 | 2 | 1  | 33 | 7  | +26 |
|                     | 2.   | Pārdaugava           | 26 | 18 | 12 | 2 | 4  | 38 | 13 | +25 |
|                     | 3.   | Olimpija Liepāja     | 25 | 18 | 10 | 5 | 3  | 34 | 13 | +21 |
|                     | 4.   | Celtnieks Daugavpils | 22 | 18 | 10 | 2 | 6  | 39 | 20 | +19 |
|                     | 5.   | VEF Riga             | 17 | 18 | 5  | 7 | 6  | 18 | 19 | -1  |
|                     | 6.   | Gauja Valmiera       | 16 | 18 | 6  | 4 | 8  | 21 | 34 | -13 |
|                     | 7.   | Varpa-Dilar          | 13 | 18 | 5  | 3 | 10 | 14 | 27 | -13 |
|                     | 8.   | Torpedo Riga         | 13 | 18 | 4  | 5 | 9  | 21 | 26 | -5  |
|                     | 9.   | Starts               | 10 | 18 | 4  | 2 | 12 | 21 | 52 | -31 |
|                     | 10.  | Strautmala           | 6  | 18 | 2  | 2 | 16 | 12 | 40 | -28 |

- Skonto Riga qualificato in UEFA Champions League 1992-1993.

### Gruppo Retrocessione
| Pos. | Squadra            | Pt | G  | V  | N  | P  | GF | GS | DR  |
| ---- | ------------------ | -- | -- | -- | -- | -- | -- | -- | --- |
| 11.  | Sarkanais Kvadrats | 27 | 28 | 11 | 5  | 12 | 45 | 52 | -7  |
| 12.  | Rigas Audums       | 27 | 28 | 11 | 5  | 12 | 56 | 57 | -1  |
| 13.  | Betons Vangazi     | 27 | 28 | 7  | 13 | 8  | 50 | 47 | +3  |
| 14.  | Jūrnieks           | 24 | 28 | 9  | 6  | 13 | 41 | 58 | -17 |
| 15.  | Auda Ķekava        | 24 | 28 | 8  | 8  | 12 | 35 | 49 | -14 |
| 16.  | Faless Jēkabpils   | 21 | 28 | 7  | 7  | 14 | 45 | 68 | -23 |
| 17.  | Celtnieks Rīga     | 20 | 28 | 7  | 6  | 15 | 39 | 64 | -25 |
| 18.  | Apgaismes Tehnika  | 18 | 28 | 5  | 8  | 15 | 33 | 55 | -22 |
| 19.  | Daugava Riga       | 16 | 28 | 6  | 4  | 18 | 34 | 67 | -33 |
| 20.  | Dizelists Riga     | 11 | 28 | 2  | 7  | 18 | 28 | 79 | -51 |

- Esiti inefficaci, tutte le squadre andarono a creare la nuova cadetteria nazionale lettone.